# Constante de fase
A constante de fase em eletrônica, é a parte imaginária da constante de propagação. A constante de fase também é chamada por alguns técnicos da área de radiopropagação de constante de comprimento de onda.
A parte real da constante de propagação é a constante de atenuação.